# Cratere Charlier (Marte)
Charlier è un cratere sulla superficie di Marte.
Il cratere è dedicato all'astronomo svedese Carl Charlier.